# Hermelinen
Hermelinen ( fransk: L'Hermine ) er en fransk drama-film fra 2015 som er instrueret af Christian Vincent.  Filmen havde premiere ved hovedkonkurrenceafsnittet ved Filmfestivalen i Venedig i 2015.   hvor Fabrice Luchini vandt Volpi Cup for bedste skuespiller .  Ved César Awards vandt Sidse Babett Knudsen César-prisen for bedste kvindelige birolle . 

## Medvirkende
- Fabrice Luchini som Michel Racine
- Sidse Babett Knudsen som Ditte Lorensen-Coteret
- Raphaël Ferret som løjtnant Massimet
- Miss Ming som Jessica Marton
- Corinne Masiero som Marie-Jeanne Metzer
- Marie Rivière som Marie-Laure Racine
- Michaël Abiteboul som advokat Jourd'hui